# Епамінондас Делієоріс
Епамінондас Делієоріс (грец. Επαμεινώνδας Δεληγιώργης; 10 січня 1829 — 14 травня 1879) — грецький правник, журналіст і політик.

## Життєпис
Його батько походив з Месолонгіона. Вивчав право в Афінському університеті. 1854 року розпочав політичну кар'єру. Не був прихильником течії «Велика ідея» та важав, що найкращим вирішенням східного питання було б покращення життя греків, які залишались під османським контролем: Македонія, Епір, Фракія та Мала Азія шляхом лібералізації Османської імперії. Делієоріс став тією особою, яка 10 жовтня 1862 року оголосила про завершення правління короля Оттона та скликання Національних зборів.